# Utstenarna (ö, Skellefteå kommun)
Utstenarna är en ö som utgör ett naturreservat i Skellefteå kommun i Västerbottens län.
Området är naturskyddat sedan 1970 och är 13 hektar stort. Reservatet omfattar en ö i Bottenviken som är bevuxen med granskog med gråalskog längs stränderna.